# Luidia clathrata
Luidia clathrata är en sjöstjärneart som först beskrevs av Thomas Say 1825.  Luidia clathrata ingår i släktet Luidia och familjen sprödsjöstjärnor. Inga underarter finns listade i Catalogue of Life.